# 56e cérémonie des British Academy Film Awards
Pour la cérémonie des BAFTAs récompensant la télévision, voir la 50e cérémonie des British Academy Television Awards.
La 56e cérémonie des British Academy Film Awards, organisée par la British Academy of Film and Television Arts, s'est déroulée le 23 février 2003 et a récompensé les films sortis en 2002.

## Palmarès

### Meilleur film
- Le Pianiste (The Pianist)
  - Chicago
  - Le Seigneur des anneaux : Les Deux Tours (The Lord Of The Rings: The Two Towers)
  - Gangs of New York
  - The Hours

### Meilleur film britannique
Alexander Korda Award.
- The Warrior
  - Dirty Pretty Things
  - The Magdalene Sisters
  - The Hours
  - Joue-la comme Beckham (Bend It Like Beckham)

### Meilleur réalisateur
David Lean Award.
- Roman Polanski pour Le Pianiste (The Pianist)
  - Stephen Daldry pour The Hours
  - Rob Marshall pour Chicago
  - Peter Jackson pour Le Seigneur des anneaux : Les Deux Tours (The Lord Of The Rings: The Two Towers)
  - Martin Scorsese pour Gangs of New York

### Meilleur acteur
- Daniel Day-Lewis pour le rôle de Bill le Boucher dans Gangs of New York
  - Nicolas Cage pour le rôle de Charlie Kaufman/Donald Kaufman dans Adaptation
  - Jack Nicholson pour le rôle de Warren Schmidt dans Monsieur Schmidt (About Schmidt)
  - Adrien Brody pour le rôle de Władysław Szpilman dans Le Pianiste (The Pianist)
  - Michael Caine pour le rôle de Thomas Fowler dans Un Américain bien tranquille (The Quiet American)

### Meilleure actrice dans un second rôle
- Catherine Zeta-Jones pour le rôle de Velma Kelly dans Chicago
  - Toni Collette pour le rôle de Fiona dans Pour un garçon (About a Boy)
  - Meryl Streep pour le rôle de Susan Orlean dans Adaptation
  - Julianne Moore pour le rôle de Laura Brown dans The Hours
  - Queen Latifah pour le rôle de Matron 'Mama' Morton dans Chicago

### Meilleur acteur dans un second rôle
- Christopher Walken pour le rôle de Frank Abagnale Sr. dans Arrête-moi si tu peux (Catch Me If You Can)
  - Ed Harris pour le rôle de Richard Brown dans The Hours
  - Chris Cooper pour le rôle de John Laroche dans Adaptation
  - Alfred Molina pour le rôle de Diego Rivera dans Frida
  - Paul Newman pour le rôle de John Rooney dans Les Sentiers de la perdition (Road to Perdition)

### Meilleure actrice
- Nicole Kidman pour le rôle de Virginia Woolf dans The Hours
  - Halle Berry pour le rôle de Leticia Musgrove dans À l'ombre de la haine (Monster's Ball)
  - Renée Zellweger pour le rôle de Roxie Hart dans Chicago
  - Meryl Streep pour le rôle de Clarissa Vaughan dans The Hours
  - Salma Hayek pour le rôle de Frida Kahlo dans Frida

### Meilleur scénario original
- Parle avec elle (Hable Con Ella) – Pedro Almodóvar
  - The Magdalene Sisters – Peter Mullan
  - Dirty Pretty Things – Steven Knight
  - Gangs of New York – Jay Cocks, Steven Zaillian et Kenneth Lonergan
  - Y tu mamá también – Carlos Cuarón et Alfonso Cuarón

### Meilleur scénario adapté
- Adaptation – Charlie Kaufman et Donald Kaufman
  - Pour un garçon (About a Boy) – Peter Hedges, Chris Weitz et Paul Weitz
  - Le Pianiste (The Pianist) – Ronald Harwood
  - The Hours – David Hare
  - Arrête-moi si tu peux (Catch Me If You Can) – Jeff Nathanson

### Meilleure direction artistique
- Les Sentiers de la perdition (Road to Perdition) – Dennis Gassner
  - Harry Potter et la Chambre des secrets (Harry Potter and the Chamber of Secrets) – Stuart Craig
  - Le Seigneur des anneaux : Les Deux Tours (The Lord Of The Rings: The Two Towers) – Grant Major
  - Chicago – John Myhre
  - Gangs of New York – Dante Ferretti

### Meilleurs costumes
- Le Seigneur des anneaux : Les Deux Tours (The Lord Of The Rings: The Two Towers)
  - Frida
  - Arrête-moi si tu peux (Catch Me If You Can)
  - Gangs of New York
  - Chicago

### Meilleurs maquillages et coiffures
- Frida
  - The Hours
  - Gangs of New York
  - Le Seigneur des anneaux : Les Deux Tours (The Lord Of The Rings: The Two Towers)
  - Chicago

### Meilleure photographie
- Les Sentiers de la perdition (Road to Perdition) – Conrad L. Hall
  - Le Pianiste (The Pianist) – Pawel Edelman
  - Le Seigneur des anneaux : Les Deux Tours (The Lord Of The Rings: The Two Towers) – Andrew Lesnie
  - Chicago – Dion Beebe
  - Gangs of New York – Michael Ballhaus

### Meilleur montage
- La Cité de Dieu (Cidade De Deus) – Daniel Rezende
  - Le Seigneur des anneaux : Les Deux Tours (The Lord Of The Rings: The Two Towers) – Michael Horton
  - Gangs of New York – Thelma Schoonmaker
  - The Hours – Peter Boyle
  - Chicago – Martin Walsh

### Meilleurs effets visuels
- Le Seigneur des anneaux : Les Deux Tours (The Lord Of The Rings: The Two Towers)
  - Minority Report
  - Harry Potter et la Chambre des secrets (Harry Potter and the Chamber of Secrets)
  - Spider-Man
  - Gangs of New York

### Meilleur son
- Chicago
  - Harry Potter et la Chambre des secrets (Harry Potter and the Chamber of Secrets)
  - Le Seigneur des anneaux : Les Deux Tours (The Lord Of The Rings: The Two Towers)
  - Le Pianiste (The Pianist)
  - Gangs of New York

### Meilleure musique de film
Anthony Asquith Award
- The Hours – Philip Glass
  - Gangs of New York – Howard Shore, Robbie Robertson, The Edge
  - Arrête-moi si tu peux (Catch Me If You Can) – John Williams
  - Le Pianiste (The Pianist) – Wojciech Kilar
  - Chicago – Danny Elfman, John Kander & Fred Ebb

### Meilleur film en langue étrangère
- Parle avec elle (Hable Con Ella) •  Espagne (en espagnol)
  - Y tu mamá también •  Mexique (en espagnol)
  - Devdas (দেবদাস) •  Inde (en bengali)
  - La Cité de Dieu (Cidade Deus) •  Brésil (en portugais)
  - The Warrior •  Royaume-Uni (en hindi)

### Meilleur court-métrage
- My Wrongs 8245-8249 And 117 – Christopher Morris
  - Bouncer – Michael Baig-Clifford
  - Rank – David Yates
  - Candy Bar Kid – Shan Khan
  - Good Night – Sun-Young Chun
  - The Most Beautiful Man In The World – Alicia Duffy

### Meilleur court-métrage d'animation
- Fish Never Sleep – Gaëlle Denis
  - Sap – Hyun-Joo Kim
  - The Dog Who Was A Cat Inside – Siri Melchior
  - Wedding Espresso – Sandra Ensby
  - The Chubbchubbs! – Eric Armstrong

### Meilleur nouveau scénariste, réalisateur ou producteur britannique
Carl Foreman Award.
- Asif Kapadia (réalisateur/coscénariste) – The Warrior
  - Simon Bent (scénariste) – Christie Malry’s Own Double Entry
  - Duncan Roy (réalisateur/scénariste) – AKA
  - Lucy Darwin (producteur) – Lost in La Mancha

### Meilleure contribution au cinéma britannique
Michael Balcon Award.
- Michael Stevenson et David Tomblin

### Audience Award
Ou Orange Film of the Year. Résulte d'un vote du public.
- Le Seigneur des anneaux : Les Deux Tours  (The Lord Of The Rings: The Two Towers)

### Fellowship Award
Prix d'honneur de la BAFTA, récompense la réussite dans les différentes formes du cinéma.
- Saul Zaentz
- David Jason

## Récompenses et nominations multiples

### Nominations multiples

#### Films
12  : Chicago, Gangs of New York
 11  : The Hours
 9  : Le Seigneur des anneaux : Les Deux Tours
 7  : Le Pianiste
 4  : Frida, Arrête-moi si tu peux, Adaptation
 3  : Les Sentiers de la perdition, Harry Potter et la Chambre des secrets, The Warrior
 2  : The Magdalene Sisters, Dirty Pretty Things, La Cité de Dieu, Pour un garçon, Y tu mamá también, Parle avec elle

#### Personnalités
2  : Meryl Streep

### Récompenses  multiples
Légende : Nombre de récompenses/Nombre de nominations

#### Films
2 / 9  : Le Seigneur des anneaux : Les Deux Tours
 2 / 2  : Parle avec elle
 2 / 3  : Les Sentiers de la perdition, The Warrior
 2 / 7  : Le Pianiste

### Les grands perdants
1 / 12  : Gangs of New York
 2 / 12  : Chicago
 2 / 11  : The Hours